# Zafra de Záncara
Zafra de Záncara è un comune spagnolo di 137 abitanti situato nella comunità autonoma di Castiglia-La Mancia.